# Arhyssus lateralis
Arhyssus lateralis är en insektsart som först beskrevs av Thomas Say 1825.  Arhyssus lateralis ingår i släktet Arhyssus och familjen smalkantskinnbaggar. Inga underarter finns listade i Catalogue of Life.